# María Elvia Amaya Araujo
María Elvia Amaya Araujo (Mexicali, Baja California, 3 de noviembre de 1955 - Tijuana, Baja California, 8 de septiembre de 2012).  Fue diputada federal para la LXII Legislatura en 2012.
María Elvia Amaya fue licenciada en psicología, contrajo matrimonio con Jorge Hank Rhon —controvertido político miembro del Partido Revolucionario Institucional, empresario del giro de los casinos e hijo de Carlos Hank González, también histórico miembro del PRI—; al ser electo Hank Rhon presidente municipal de Tijuana para el periodo de 2004 a 2007, María Elvia encabezó el sistema DIF municipal y posteriormente creó la Fundación Por Ayudar en la que destacó en actividades como el combate a las adicciones y el apoyo a adultos mayores.
Al iniciar el proceso electoral de 2012 aspiró inicialmente a una senaduría, sin embargo, fue postulada candidata a diputada federal plurinominal por el PRI, resultando electa para la LXII Legislatura. Tuvo mieloma múltiple, falleció 8 de septiembre de 2012 en Tijuana, Baja California, habiendo ejercido solo ocho días el cargo de diputada federal.

## Familia
En 1996 contrae nupcias con Jorge Hank Rhon quien reconoce como sus hijos a Alejandro Hank Amaya, Mara Hank Amaya, Ana Guadalupe Hank Amaya, Carlos Andrés Hank Amaya, José María Hank Amaya y Rodrigo Hank aun cuando son hijos del matrimonio previo de María Elvia. Fruto del matrimonio con Jorge Hank Rhon, nacen: María Guadalupe Hank Amaya, Jorge Carlos Hank Amaya y Nirvana Hank Amaya